# Văleni, Olt
Văleni là một xã thuộc hạt Olt, România. Dân số thời điểm năm 2002 là 3383 người.